# Bình Minh, Hà Nội
Bình Minh là một xã của thành phố Hà Nội, Việt Nam.

## Vị trí
Xã Bình Minh nằm ở giữa huyện Thanh Oai, phía Bắc giáp xã Bích Hòa, phía Tây giáp các xã Cao Viên (ở phía Tây Bắc) và Thanh Cao (ở phía Tây Nam), phía Nam giáp xã Thanh Mai, phía Đông giáp 2 xã Tam Hưng (ở phía Đông Nam) và Cự Khê (ở phía Đông Bắc). Xã Bình Minh có làng Bình Đà từng là một làng nghề truyền thống nổi tiếng là sản xuất pháo nổ và pháo hoa. Rìa phía Tây của xã Bình Minh có đường quốc lộ 21B, theo hướng Bắc-Nam, từ xã Bích Hòa chạy qua sang xã Thanh Mai. Đường 71 từ Bình Minh qua Tam Hưng tới thị trấn Thường Tín.

## Lịch sử
Vùng đất xã Bình Minh tới đầu thế kỷ 19, là các làng xã thuộc tổng Bảo Đà huyện Thanh Oai phủ Ứng Thiên trấn Sơn Nam Thượng. Tổng Bảo Đà đầu thế kỷ 17 gồm các làng xã: Bảo Đà (Bình Đà), Thạch Tuyền, Sinh Quả, Tê Quả, Suối Bi. Năm 1831 niên hiệu Minh Mạng thứ 12 nhà Nguyễn, tổng Bình Đà cùng với toàn bộ huyện Thanh Oai phủ Ứng Hoà được chia về tỉnh Hà Nội nhà Nguyễn.
Làng Bình Đà có Đền Nội Bình Đà thờ Đức Quốc tổ Lạc Long Quân của Việt Nam. Ngôi đình Ngoại thờ Linh Lang đại vương, hoàng tử nhà Lý con vua Lý Thánh Tông, người hy sinh trong chiến tranh chống Tống. Lễ hội Bình Đà được công nhận là di sản văn hóa phi vật thể quốc gia năm 2014. Bức giá tượng quốc tổ Lạc Long Quân tại đền Nội được khởi dựng từ thời nhà Đinh, khi Đinh Tiên Hoàng lên ngôi Hoàng đế đã cho xây đền Hùng tại Phong Châu cũng cho xây dựng đền Nội ở làng Bình Đà để thờ Lạc Long Quân. Vua Đinh đã giao cho Hoàng hậu Đan Gia và Đinh Quốc công Nguyễn Bặc đặc trách, cùng với Bộ Lễ tuyển các thợ giỏi để chế tác, Bức phù điêu được công nhận là bảo vật quốc gia năm 2015.
Làng Bình Đà xưa là một căn cứ chính của vùng Đỗ Động Giang mà tướng Đỗ Cảnh Thạc trong thời loạn 12 sứ quân đã xây dựng. Ông là người chiếm đóng căn cứ Đỗ Động Giang, có công trấn giữ bình yên cho khu vực này trong thời loạn lạc nên được dân lập đền thờ ở xã này. Cây trôi hơn nghìn năm tuổi là nơi Đỗ Cảnh Thạc lập căn cứ ở vùng Đỗ Động Giang được công nhận là cây di sản Việt Nam năm 2016. Đình Sinh Liên ở xã Bình Minh là nơi thờ Thần Vương Nguyễn Siêu, ông cũng là một sứ quân, từng kéo quân về đây tranh chấp ngôi Vua với Đỗ Cảnh Thạc.